# 口佐治村
口佐治村（くちさじそん）は、鳥取県八頭郡にあった自治体である。1896年（明治29年）3月31日までは智頭郡に属した。

## 概要
現在の鳥取市佐治町小原・佐治町葛谷（かずらたに）・佐治町刈地（かるち）・佐治町津無（つなし）・佐治町古市・佐治町大井・佐治町森坪に相当する。千代川水系佐治川流域に位置した。
村名は佐治谷の口部に位置することによる。
藩政時代には鳥取藩領の智頭郡佐治郷（さじのごう）に属する小原村・葛谷村・刈地村・津無村・古市村・大井村・森坪村があった。

## 沿革
- 1881年（明治14年）9月12日 - 鳥取県再置。
- 1883年（明治16年） - 加瀬木村（後の中佐治村大字加瀬木村）に置かれた連合戸長役場の管轄区域となる[2]。
- 1889年（明治22年）10月1日 - 町村制の施行により、小原村・葛谷村・刈地村・津無村・古市村・大井村・森坪村が合併して村制施行し、智頭郡口佐治村が発足。旧村名を継承した7大字を編成し、役場を古市村に設置[3][4]。
- 1896年（明治29年）4月1日 - 郡制の施行により、八上郡・八東郡・智頭郡の区域をもって八頭郡が発足し、八頭郡口佐治村となる。
- 1910年（明治43年）1月1日 - 中佐治村、上佐治村と合併し、佐治村が発足。同日口佐治村廃止[3][5]。

## 行政

### 村長
- 田中熊蔵：1907年（明治40年） - 1909年（明治42年）[6]